# Michele Viscardi
Michele Viscardi (Napoli, 27 agosto 1939) è un politico italiano.